# Abstracción (filosofía)
La abstracción (del latín abstrahere, 'alejar, sustraer, separar') es una operación mental destinada a aislar conceptualmente una propiedad o función concreta de un objeto, y pensar qué es, ignorando otras propiedades del objeto en cuestión.
Una de las primeras reflexiones conocidas sobre la abstracción se debe a Aristóteles, que introdujo el término aphaireis que se tradujo al latín como abstractio. En contra de Platón, que creía en una intuición directa de las esencias o ideas, Aristóteles considera que toda idea universal se fundamenta en datos empíricos. 
Si a partir de la reflexión o la comparación de múltiples objetos, la propiedad que se aísla se considera común a los mismos, entonces "el objeto de la abstracción es un universal".
La cuestión de si los universales existen, o no, de alguna manera separadamente de la reflexión intelectual sobre ellos (es decir, si efectivamente existe algo común a los objetos, más allá de la mente de la persona que los contempla) y, de existir, cuál es su naturaleza en su relación con los individuos, es uno de los temas que más disputas ha producido en metafísica, y el criterio fundamental que separa a nominalistas y realistas. Los realistas exagerados (Platón fue en la antigüedad el prototipo de este realismo) sostienen que tales ideas universales están en la mente de Dios (que crea el mundo conforme a ellas). Los realistas moderados sostienen que los universales son entes de razón con fundamento en la realidad (neoaristotélicos, neoescolásticos y otros contemporáneos).[cita requerida]

## Ejemplo clásico de abstracción
La idea (o concepto) de mesa, por ejemplo, procede del proceso de comparación de diversos objetos muebles que comparten entre sí unas características semejantes que podemos "abstraer" y quedarnos con lo que tienen en común.
Aquello que hace que una mesa sea una mesa no es que sea cuadrada, redonda, rectangular, de  madera, de mármol, verde, amarilla o roja, sino que abstraemos de estos objetos su color, su forma, el material del cual están hechas y nos quedamos con la idea o el concepto de mesa. Dicho concepto, pues, procede del proceso mental de abstracción.

## Temas

### Compresión
Una abstracción puede verse como un proceso de compresión, mapeando múltiples piezas diferentes de datos constituyente a una sola pieza de datos abstractos; basada en las similitudes de los datos constitutivos, por ejemplo, muchos gatos físicos diferentes se asignan a la abstracción "GATO". Este esquema conceptual enfatiza la igualdad inherente de los datos constitutivos y abstractos, evitando así los problemas derivados de la distinción entre "abstracto" y "concreto". En este sentido, el proceso de abstracción conlleva la identificación de similitudes entre objetos, y el proceso de asociar estos objetos con una abstracción (que es en sí misma un objeto).
Por ejemplo, imagen 1 abajo ilustra la relación concreta "El gato se sienta en la alfombra".
Las cadenas de abstracciones pueden ser interpretadas, pasando de los impulsos neuronales que surgen de la percepción sensorial a abstracciones básicas como el color o la forma, a abstracciones experienciales como un gato concreto, a abstracciones semánticas como la "idea" de un GATO, a clases de objetos como "mamíferos" e incluso a categorías como "objeto" frente a "acción".
Por ejemplo, gráfica 1 abajo expresa la abstracción "el agente se sienta en el lugar". Este esquema conceptual no implica ninguna jerarquía específica taxonomía (como la mencionada que involucra a los gatos y a los mamíferos), sólo una exclusión de detalles progresiva.

### Instanciación
Las cosas inexistentes en un lugar y tiempo determinados suelen considerarse abstractas. Por el contrario, las instancias, o miembros, de tal cosa abstracta pueden existir en muchos lugares y tiempos diferentes.
Esas cosas abstractas se dice entonces que son multiinstituciones, en el sentido de imagen 1, imagen 2, etc., como se muestra abajo. No es suficiente, sin embargo, definir las ideas abstractas como aquellas que pueden ser instanciadas y definir la abstracción como el movimiento en la dirección opuesta a la instanciación. Hacerlo así convertiría los conceptos "gato" y "teléfono" en ideas abstractas, ya que, a pesar de sus distintas apariencias, un gato concreto o un teléfono concreto es una instancia del concepto "gato" o del concepto "teléfono". Aunque los conceptos "gato" y "teléfono" son abstracciones, no son abstractos en el sentido de los objetos del gráfico 1 abajo. Podríamos mirar otros gráficos, en una progresión de gato a mamífero a animal, y ver que animal es más abstracto que mamífero; pero por otro lado mamífero es una idea más difícil de expresar, ciertamente en relación con marsupial o monotrema'.
Tal vez de forma confusa, algunas filosofías se refieren a tropos (instancias de propiedades) como particular abstracto -por ejemplo, el rojo particular de una manzana particular es un particular abstracto. Esto es similar a los qualia y a los sumbebekos.

### Proceso material
Manteniendo el significado primario de 'abstrere' o 'alejar de', la abstracción del dinero, por ejemplo, funciona alejando el valor particular de las cosas permitiendo comparar objetos completamente inconmensurables (véase la sección sobre 'fisicalidad' más adelante). Los escritos de Karl Marx sobre la abstracción de la mercancía reconocen un proceso paralelo.
El estado (política) como concepto y práctica material ejemplifica las dos caras de este proceso de abstracción. Desde el punto de vista conceptual, "el concepto actual de Estado es una abstracción del uso mucho más concreto que se le daba a principios de la modernidad como la posición o el estatus del príncipe, sus propiedades visibles". Al mismo tiempo, materialmente, "la práctica de la estatalidad es ahora constitutiva y materialmente más abstracta que en la época en que los príncipes gobernaban como la encarnación del poder extendido".

### Estado ontológico
El modo en que los objetos físicos, como las rocas y los árboles, tienen ser difiere del modo en que las propiedades de los conceptos abstractos o las relaciones tienen ser, por ejemplo el modo en que existen los concreto, particular, individuo representados en imagen 1 difiere del modo en que existen los conceptos ilustrados en imagen 1. Esa diferencia explica la utilidad ontológica de la palabra "abstracto". La palabra se aplica a las propiedades y relaciones para marcar el hecho de que, si existen, no existen en el espacio ni en el tiempo, pero que pueden existir instancias de ellas, potencialmente en muchos lugares y tiempos diferentes.

### Física
Un objeto físico (un posible referente de un concepto o palabra) se considera concreto (no abstracto) si es un individuo particular que ocupa un lugar y un tiempo determinados. Sin embargo, en el sentido secundario del término "abstracción", este objeto físico puede ser portador de procesos de abstracción material. Por ejemplo, los medios de registro en todo el Creciente Fértil incluían cálculos (esferas de arcilla, conos, etc.) que representaban recuentos de elementos, probablemente ganado o granos, sellados en contenedores. Según Schmandt-Besserat, 1981, estos recipientes de arcilla contenían fichas, cuyo total era el recuento de los objetos que se trasladaban. Los recipientes servían así como una especie de conocimiento de embarque o libro de cuentas. Para evitar que se abrieran los recipientes para el recuento, se colocaban marcas en el exterior de los mismos. Estas marcas físicas, en otras palabras, actuaban como abstracciones materiales de un proceso materialmente abstracto de contabilidad, utilizando abstracciones conceptuales (números) para comunicar su significado.
Las cosas abstractas se definen a veces como aquellas que no existen en la realidad o que sólo existen como experiencias sensoriales, como el color rojo. Esta definición, sin embargo, adolece de la dificultad de decidir qué cosas son reales (es decir, qué cosas existen en la realidad). Por ejemplo, es difícil ponerse de acuerdo sobre si conceptos como Dios, el número tres y la bondad son reales, abstractos o ambos.
Un enfoque para resolver esta dificultad es utilizar predicado como término general para indicar si las cosas son reales, abstractas, concretas o de una propiedad particular (por ejemplo, bueno). Las preguntas sobre las propiedades de las cosas son entonces proposicioness sobre predicados, proposiciones que quedan para ser evaluadas por el investigador. En el gráfico 1 abajo, las relaciones gráficas como las flechas que unen cajas y elipses podrían denotar predicados.

### Referenciación y referencia
Las abstracciones a veces tienen referentes ambiguos; por ejemplo, "felicidad" (cuando se usa como abstracción) puede referirse a tantas cosas como personas y acontecimientos o estados del ser que los hacen felices. Asimismo, "arquitectura" se refiere no sólo al diseño de edificios seguros y funcionales, sino también a los elementos de creación e innovación que buscan soluciones elegantes a los problemas de construcción, al uso del espacio y al intento de evocar una respuesta emocional en los constructores, propietarios, espectadores y usuarios del edificio.

### Simplificación y ordenación
La abstracción utiliza una estrategia de simplificación, en la que detalles antes concretos se dejan ambiguos, vagos o indefinidos; así, la comunicación efectiva sobre cosas en abstracto requiere una intuitiva o experiencia común entre el comunicador y el receptor de la comunicación. Esto es cierto para toda la comunicación verbal/abstracta.

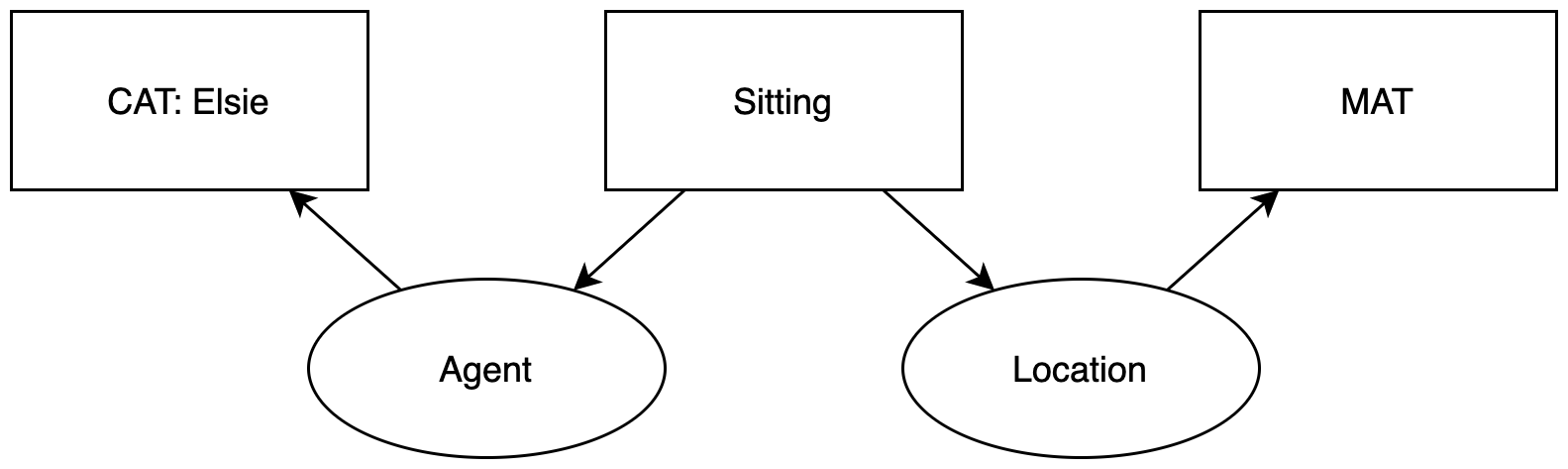
Gráfico conceptual para Un gato sentado en la alfombra (graph 1)

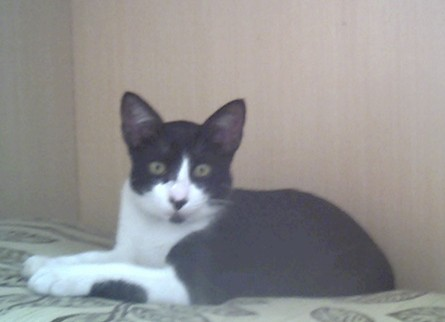
Gato en la alfombra (gráfico 1)

Por ejemplo, muchas cosas diferentes pueden ser rojas. Asimismo, muchas cosas se asientan sobre superficies (como en la imagen 1, a la derecha). La propiedad de rojonidad y la relación sentado son, por tanto, abstracciones de esos objetos. Específicamente, el diagrama conceptual gráfico 1 identifica sólo tres cajas, dos elipses y cuatro flechas (y sus cinco etiquetas), mientras que el dibujo 1 muestra mucho más detalle pictórico, con las puntuaciones de las relaciones implícitas en el dibujo y no con los nueve detalles explícitos en el gráfico.
El gráfico 1 detalla algunas relaciones explícitas entre los objetos del diagrama. Por ejemplo, la flecha entre el agente y CAT:Elsie representa un ejemplo de una relación de es-a, al igual que la flecha entre el lugar y el MAT. Las flechas entre el gerundio/participio presente SENTADO y los sustantivoss agente y ubicación expresan la relación básica del diagrama; el agente está SENTADO en la ubicación; Elsie es una instancia de GATO.
Aunque la descripción sentado en (gráfico 1) es más abstracta que la imagen gráfica de un gato sentado en una alfombra (imagen 1), la delimitación de las cosas abstractas de las concretas es algo ambigua; esta ambigüedad o vaguedad es característica de la abstracción. Así, algo tan simple como un periódico podría especificarse en seis niveles, como en la ilustración de Douglas Hofstadter de esa ambigüedad, con una progresión de lo abstracto a lo concreto en Gödel, Escher, Bach (1979):

(1) una publicación
(2) un periódico
(3) The San Francisco Chronicle
(4) la edición del 18 de mayo de The San Francisco Chronicle
(5) mi copia de la edición del 18 de mayo de The San Francisco Chronicle
(6) mi ejemplar de la edición del 18 de mayo de The San Francisco Chronicle tal y como estaba cuando lo cogí por primera vez (en contraste con mi ejemplar tal y como estaba unos días después: en mi chimenea, ardiendo)

## Uso en diferentes disciplinas

### En el arte
Normalmente, abstracción se utiliza en las artes como sinónimo de arte abstracto en general. En sentido estricto, se refiere al arte que no se preocupa por la representación literal de cosas del mundo visible; sin embargo, puede referirse a un objeto o imagen que ha sido destilado del mundo real o, de hecho, de otra obra de arte. Las obras de arte que remodelan el mundo natural con fines expresivos se denominan abstractas; las que se derivan de un tema reconocible, pero no lo imitan, se llaman abstracción no objetiva. En el siglo XX, la tendencia a la abstracción coincidió con los avances de la ciencia, la tecnología y los cambios en la vida urbana, y acabó reflejando el interés por la teoría psicoanalítica. Más adelante, la abstracción se manifestó en términos más puramente formales, como el color, la libertad del contexto objetivo y la reducción de la forma a diseños geométricos básicos.

### En informática
Los informáticos utilizan la abstracción para hacer modelos que puedan ser utilizados y reutilizados sin tener que reescribir todo el código del programa para cada nueva aplicación en cada tipo de ordenador diferente. Ellos comunican sus soluciones con el ordenador escribiendo código fuente en algún lenguaje informático particular que puede ser traducido a código máquina para que lo ejecuten diferentes tipos de ordenadores. La abstracción permite a los diseñadores de programas separar un marco (conceptos categóricos relacionados con los problemas de computación) de las instancias específicas que implementan los detalles. Esto significa que el código del programa puede ser escrito de manera que el código no tenga que depender de los detalles específicos de las aplicaciones de apoyo, del software del sistema operativo o del hardware, sino de un concepto categórico de la solución. La solución al problema puede entonces integrarse en el marco del sistema con un mínimo trabajo adicional. Esto permite a los programadores aprovechar el trabajo de otro programador, mientras que sólo se requiere una comprensión abstracta de la implementación del trabajo de otro, aparte del problema que resuelve.